# Elvis' Gold Records Volume 4
Elvis' Gold Records Volume 4 är ett samlingsalbum av den amerikanske sångaren och musikern Elvis Presley, utgivet av RCA Victor i såväl mono som stereo (LPM/LSP 3921) i januari 1968. Det är det fjärde av fem Elvis' Golden Records- eller Elvis' Gold Records-album utgivna på RCA Victor, av vilka de fyra första utgavs under Elvis Presleys livstid. Det består av låtar inspelade under en period av åtta år och utgivna på singelskivor mellan 1961 och 1967. På albumet återfinns världshiten "(You're the) Devil in Disguise" och andra mindre hitsinglar.
Albumet utkom i en tid då Elvis Presleys stjärna under flera år hade varit i dalande och strax innan vändpunkten i hans musikkarriär – en nystart som tog sin början med hans tv-special 1968 och återkomst på musikscenen som en kraft att ånyo räkna med. I USA nådde albumet plats 33 på Billboards albumlista och stannade där i 22 veckor, medan det på konkurrerande Cashbox lista nådde plats 31. Det certifierades guld i mars 1992 av Recording Industry Association of America (RIAA) för en försäljning av en halv miljon exemplar i USA.

## Bakgrund
Från det att Elvis Presleys karriär tog fart på RCA Records 1956, kom han att ha en enorm inverkan på populärmusikscenen och starkt bidra till rockmusikens utveckling. 
Snart kom han att dominera hitlistorna. Från det att han med sin första singel på RCA i början av 1956, "Heartbreak Hotel", kom att toppa singellistan i USA i åtta veckor, fram till och med hans första singel under år 1961, "Surrender", hade han (beroende på hur man räknar) 15 eller 16 förstaplaceringar på den amerikanska singellistan, och endast tre singlar som inte lyckades nå hela vägen till förstaplatsen (placeringarna 2, 4 och 2). Under denna period var han i popularitet och genom sina försäljningsframgångar den störste av alla rock'n'rollens solosångare, trots att han under perioden också gjorde sin tvååriga värnplikt och då under större delen av den tiden befann sig i dåvarande Västtyskland. Efter år 1961 kom han att nå förstaplatsen på singellistan i USA endast ytterligare två gånger, då med "Good Luck Charm" 1962 och "Suspicious Minds" 1969.

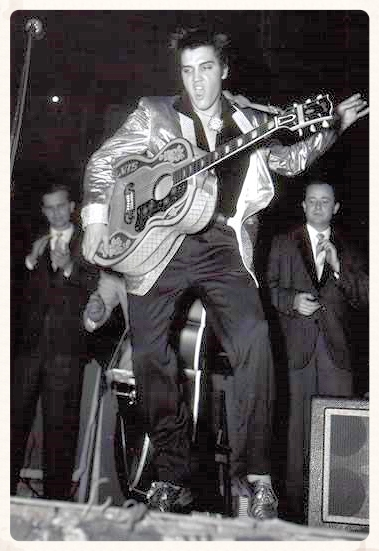
Elvis Presley live i Ottawa den 3 april 1957.

Elvis Presleys popularitet började sakta dala en bit in på 1960-talet. Med endast en 11:e plats för "One Broken Heart for Sale" 1963 bröt Elvis en serie om 24 singlar i rad som alla hade nått topp 10 i USA. Även om de nästföljande singlarna, "(You're the) Devil in Disguise" och "Bossa Nova Baby, på nytt tog sig upp på topp 10, kom Elvis därefter att ha endast ytterligare en topp 10-placerad singel på den amerikanska singellistan (tredjeplatsen 1965 med "Crying in the Chapel") innan han år 1969 nådde plats 3 med "In the Ghetto".
Elvis-singlarnas tillbakagång på listorna sammanföll med ett förändrat musikaliskt landskap, framför allt 
genom den brittiska vågen med gruppen The Beatles som dess främsta representant. Men det berodde inte enbart på musikens förändrade inriktning. Elvis Presleys önskan hade lika mycket varit att bli en filmstjärna som en popstjärna, och han kom under 1960-talet att alltmer ägna sin tid åt att spela in filmer och soundtrack till dessa filmer. När det visade sig att artistiskt ambitiösa filmer som Flaming Star och Wild in the Country inte alls drog lika många besökare till biograferna som mer lättsamma musikaliska komedier som G.I. Blues och Blue Hawaii – vilkas soundtrackalbum dessutom sålde bättre än de rena studioalbumen – blev konceptet med lättsamma musikaliska komedier rådande – filmer som också ofta var lågbudgetfilmer för att maximera vinsten. Och även om Elvis då och då spelade in slagkraftiga låtar också till filmerna, var det med tre inspelade filmer och uppemot 40 nya låtar per år omöjligt att få fram tillräckligt med låtar av kvalitet där varje låt som regel dessutom skulle anpassas för en speciell scen i filmen. Soundtracklåtarna kom därför att spela allt mindre roll på den nya musikscenen.
Samtidigt kom studioinspelningar som inte var avsedda för filmerna också att bli allt färre. Elvis Presleys orubbliga lojalitet mot sin manager Tom Parkers strategier medförde också, att när han väl spelade in låtar av högre kvalitet i studio kom dessa att förslösas som bonusspår på soundtrackalbum eller som B-sidor på singlar eftersom det ansågs kunna sälja bättre. Skivbolaget RCA:s lösning på den sjunkande skivförsäljningen var att helt enkelt ge ut fler skivor. Utanför USA hade Elvis Presleys väg till berömmelse skett med viss fördröjning samtidigt som hans popularitet senare inte alls gick ned på samma sätt och i samma takt, och enligt Billboard var han år 1963 fortfarande den näst populäraste skivartisten i världen efter Cliff Richard. I exempelvis Storbritannien toppade han singellistan 17 gånger och 11 av dessa gånger var under perioden 1960 till 1965, medan han toppade singellistan där bara fyra gånger på 1950-talet.
Omkring år 1967 hade Elvis Presleys stjärna dalat så mycket att han alltmer hade kommit att betraktas som en musikikon från förr som inte längre spelade någon avgörande roll. Detta innebar också att hans singlar fick mindre speltid på radiostationerna och att han inte omskrevs och lanserades på samma sätt som förr. Samma öde drabbade också Elvis' Gold Records Volume 4, som utkom i januari 1968 och innehöll större och mindre hitlåtar från de föregående dryga sex åren. Även om det vid tiden sålde bättre än soundtrackalbumen till filmerna, vars försäljning kraftigt hade minskat vid denna tid, sålde det betydligt sämre än de tre tidigare albumen i Gold Records-serien, som utkommit 1958, 1959 och 1963 och när det funnits många miljonsäljande låtar att inkludera i albumen. Det skulle krävas att Elvis slutligen tog tag i händelserna kring sin musikaliska karriär, gick emot sin manager Tom Parkers vilja, för att återskapa sin karriär med början genom NBC:s tv-special från 1968 känd som '68 Comeback Special.

## Studioinspelningarna

### Elvis' Gold Records Volume 4
Elvis Gold Records Volume 4 består av låtar från fem A-sidor och sju B-sidor utgivna på tio singlar. Endast en av låtarna hade nått topp 10 på singellistan i USA, tre hade nått topp 20 medan ytterligare sex hade nått topp 40. Det kan jämföras med volym 1 i samlingen som (beroende på hur man räknar) innehållit sex till nio listettor, volym 2 där sex av tio låtar hade nått topp 4 varav två varit listettor och volym 3 med fem listettor och ytterligare fyra som nått topp 5. 

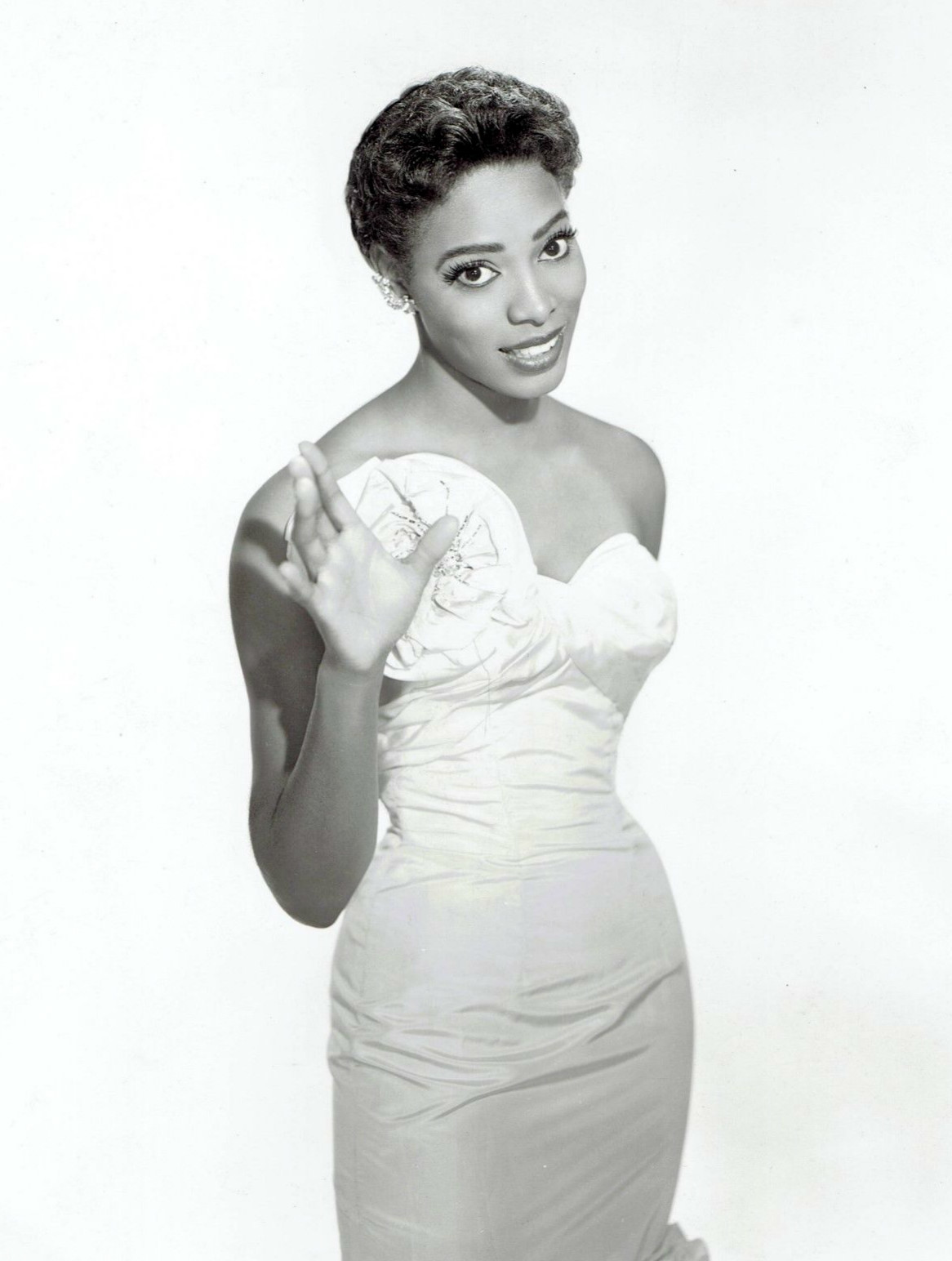
Ketty Lester (1958), som 1962 hade en hit med Love Letters.

De flesta av de tolv låtarna på volym 4 var originalinspelningar som hade skrivits åt Elvis Presley, men tre av dem var låtar som redan tidigare hade legat på listorna med andra artister: "Love Letters" hade utkommit 1945 med Dick Haymes och varit en hit för Ketty Lester 1962, "Witchcraft" hade varit en hit med The Spiders 1956 och "What'd I Say" var Ray Charles soulklassiker från 1959.
Tre B-sidor, "A Mess of Blues", "Lonely Man" och "Just Tell Her Jim Said Hello", utkom före 1963 – tillräckligt tidigt för att ha kunnat tas med på Elvis Golden Records Volume 3. En annan B-sida, "Ain' t That Loving You Baby", var inspelade redan 1958 men utgiven på singel först 1964. De tre första volymerna i Gold Records- eller Golden Records-serien innehöll låtar som givits ut under en period av två till tre år medan denna volym utkom mer än fyra år efter den föregående och bestod av låtar från en singelutgivning som täckte ett spann på sex och ett halvt år, och var inspelade under en period av åtta år, från 1958 till 1966.
Principen för Gold Records-serien hade varit att i möjligaste mån inte ta med några miljonsäljande hitlåtar som givits ut på andra album. Men när det inte längre fanns ett överflöd av sådana hitlåtar att välja på, kom i stället flera mindre hitlåtar att tas med samtidigt som miljonsäljare lämnades utanför albumet eftersom de redan fanns utgivna på andra album. På det sättet kom exempelvis inte "Can't Help Falling in Love" och "Return to Sender" med, trots att båda sålt i över en miljon exemplar enbart i USA, båda nått en andraplats på singellistan i USA och båda nått förstaplatsen i Storbritannien. Inte heller "Crying in the Chapel" togs med trots att också den hade sålt i över en miljon exemplar bara i USA, nått tredjeplatsen på singellistan där och förstaplatsen i Storbritannien. Av de framgångsrika singel-A-sidor som inte nått upp till en försäljning på en miljon i USA men som med försäljningen utanför USA tillagd hade gjort det, fanns bland annat "One Broken Heart for Sale", "Bossa Nova Baby" och "Viva Las Vegas". "Wooden Heart" hade varit en stor hitlåt i Europa och bara där sålt i över en miljon exemplar.
I stället kom albumets enda riktiga hitlåt att vara (You're the) Devil in Disguise" som nådde en tredjeplats på singellistan i USA och toppade listorna runt om i världen. De övriga låtarna var antingen B-sidor på andra singlar med framgångsrika A-sidor eller i fem fall A-sidor på singlar som inte hade sålt i en miljon exemplar i USA – i ett eller två fall, inte ens om försäljningen i den övriga världen räknades med.
Albumet utgavs i januari 1968 och det kom att sälja betydligt sämre än vad de tre tidigare volymerna i serien hade sålt. Det bestod av 12 låtar jämfört med 14 på det första, 10 på det andra och 12 på det tredje. Denna volym skulle bli den sista i serien som gavs ut under Elvis Presleys livstid. Elvis' Gold Records Volume 5 kom att släppas postumt 1984 och innehöll 10 låtar från singlar som utkommit med början 1968 fram till det år Elvis dog, 1977.
De tolv låtarna på skivan hade spelats in vid nio tillfällen. Sju av dessa inspelningar skedde i RCA:s studio B i Nashville i Elvis Presleys hemdelstat Tennessee. De andra två avsedda för filmer spelades in i Radio Recorders studio i Hollywood i Kalifornien. Låtarna gavs ut på följande tio singelskivor:
- "A Mess of Blues" (tillsammans med A-sidan "It's Now or Never") (5 juli 1960).[1][2]
- "Lonely Man" (tillsammans med A-sidan "Surrender") (7 februari 1961).[3][4]
- "Just Tell Her Jim Said Hello" (tillsammans med A-sidan "She's Not You") (17 juli 1962).[5][6]
- "(You're the) Devil in Disguise" / "Please Don't Drag That String Around" (18 juni 1963).[7]
- "Witchcraft" (tillsammans med A-sidan "Bossa Nova Baby") (1 oktober 1963).[7][8]
- "It Hurts Me" (tillsammans med A-sidan "Kissin' Cousins") (10 februari 1964).[9]
- "What'd I Say" (tillsammans med "Viva Las Vegas") (28 april 1964).[10][11]
- "Ask Me" / "Ain't That Loving You Baby" (22 september 1964).[12][13]
- "Love Letters" (tillsammans med "Come What May" (8 juni 1966).[14][15]
- "Indescribably Blue" (tillsammans med "Fools Fall in Love") (10 januari 1967).[16][17]

A-sidorna "It's Now or Never", "Surrender" och "She's Not You" hade tidigare kommit med på samlingsalbumet Elvis' Golden Records Volume 3.

### Inspelningssessionerna och musikerna
"Juni 1958": Den äldsta låten på skivan var "Ain't That Loving You Baby". Det var en överbliven låt från en session som ägde rum på natten den 10–11 juni 1958 i skivbolaget RCA:s då nybyggda studio B i Nashville i Elvis Presleys hemdelstat Tennessee. Vid tillfället spelades också "I Need Your Love Tonight", "A Big Hunk O' Love", "(Now and Then There's) A Fool Such As I" och "I Got Stung" in, sammantaget fem världsomspännande hitsinglar. (Se: "Den sista inspelningssessionen".) Sessionen ägde rum under Elvis första helgledighet efter att han hade påbörjat sin militära grundträning. Den tredje låten man spelade in var "Ain't That Loving You Baby", som hade skrivits av Clyde Otis och Ivory Joe Hunter.

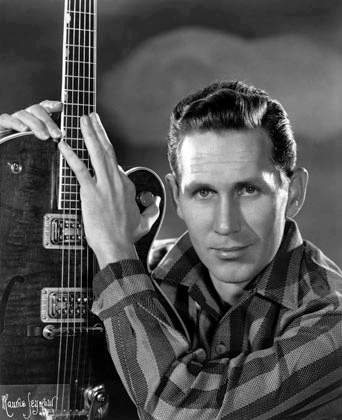
Chet Atkins, som verkade både som gitarrist och producent.

Scotty Moore och Bill Black var upptagna, och därför kom Elvis för första gången att spela in utan dessa båda från den ursprungliga gruppen Blue Moon Boys. Från den gamla uppsättningen musiker återstod endast trummisen D. J. Fontana och backupgruppen The Jordanaires. I stället anlitades andra studiomusiker från Nashville. På gitarr hade man Hank Garland och Chet Atkins, på bas Bob Moore, på trummor och slagverk Buddy Harman och på piano Floyd Cramer.
"Mars 1960": A Mess of Blues" spelades in i samma studio i Nashville, RCA:s studio B, natten den 20–21 mars 1960, drygt två veckor efter att Elvis fullgjort sin tjänstgöring och skrivits ut från det militära.. Under de två sessioner som ägde rum med två veckors mellanrum spelades Elvis återkomstalbum Elvis Is Back! in, likaså ett antal låtar som gavs ut på singel men inte på albumet, nämligen "Stuck on You", " Fame and Fortune", "A Mess of Blues", "It's Now or Never", "I Gotta Know" och "Are You Lonesome Tonight". Samma studiomusiker som medverkade på Elvis senaste studioinspelning i juni 1958 hade anlitats. På gitarr hade man Hank Garland, på bas Bob Moore, på trummor Buddy Harman och D. J. Fontana och på piano Floyd Cramer. Denna gång var också gitarristen Scotty Moore från hans gamla kompgrupp med, medan basisten Bill Black saknades, eftersom han hade skaffat sig en egen karriär och aldrig mer skulle komma att spela med Elvis. The Jordanaires stod för bakgrundssången medan gitarristen Chet Atkins denna gång verkade som producent tillsammans med Steve Sholes. Under den uppföljande inspelningssessionen den 3–4 april tillkom också saxofonisten Boots Randolph.
"November 1960": "Lonely Man" spelades in till 20th Century Fox-filmen Wild in the Country den 7 november 1960. Inspelningen av musiken skedde därför i Hollywood i Kalifornien, i inspelningsstudion Radio Recorders lokaler. Som vanligt var Scotty Moore, D. J. Fontana och The Jordanaires på plats. I övrigt var det musiker kopplade till Radio Recorders och Hollywood: Hilmer J. "Tiny" Timbrell på gitarr, Michael "Meyer" Rubin på bas, Dudley Brooks på piano och Jimmie Haskell på dragspel.
"Mars 1962": "Just Tell Her Jim Said Hello" spelades in i RCA:s studio B i Nashville under en session den 18–20 mars 1962. Vid detta tillfälle spelades återstoden av låtarna som skulle utgöra albumet Pot Luck in. Man spelade då också in "She's Not You", som blev A-sidan på Elvis kommande singel tillsammans med "Just Tell Her Jim Said Hello". På plats var i stort sett samma grupp av musiker som Elvis hade arbetat med i Nashville under de senaste två åren. Millie Kirkham hade redan tidigare anslutit som den kvinnliga bakgrundssångaren vid sidan av The Jordanaires. Hank Garland, som hade skadats svårt i en bilolycka, hade ersatts av Harold Bradley och Grady Martin på gitarr.
"Maj 1963": Under två dygn den 26–28 maj 1963 spelade Elvis in i RCA:s studio B i Nashville vad som så småningom kom att utmynna i fjorton färdiga mastrar. Man spelade då in bland annat "(You're the) Devil In Disguise", "Please Don't Drag That String Around" och "Witchcraft". Det var samma uppsättning musiker på plats som vid den föregående sessionen. Bortsett från att Elvis åtta månader senare skulle göra om två av inspelningarna från denna session och samtidigt spela in en ny låt, skulle det dröja exakt tre år innan Elvis på nytt spelade in musik i studio som inte var avsedd för hans filmer.
"Augusti 1963": Inspelningen i Radio Recorders studio B i Hollywood den 30 augusti 1963 var en extrainsatt sådan till filmen Viva Las Vegas, vars övriga låtar hade spelats in knappt två månader tidigare den 10–11 juli 1963. Vid tillfället spelades endast "What'd I Say" in. Den snabbinkallade extrasessionen innebar att det var en annan uppsättning musiker denna gång. På gitarr hade man Billy Strange, Alton Hendrickson och Glen Campbell, som framöver skulle bli en framgångsrik soloartist. Frank Carlson och Roy Harte spelade trummor respektive slagverk, Artie Kane piano och Steve Douglas saxofon. Och på bakgrundssång hade man grupperna The Jubilee Four och The Carol Lombard Quartet.
"Januari 1964": Den 12 januari 1964 återvände Elvis Presley till RCA:s studio B i Nashville för att göra om inspelningarna av "Ask Me" och "Memphis, Tennesse". Han hade spelat in dessa redan åtta månader tidigare vid förra inspelningssessionen i maj 1963, dock utan att åstadkomma versioner som han var nöjd med. Elvis spelade även in "It Hurts Me" vid detta tillfälle. Det var samma musiker på plats denna gång som vid förra Nashvillesessionen i maj 1963.

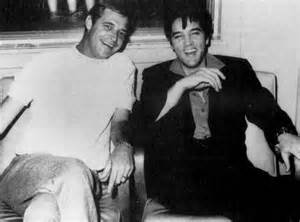
Producenten Felton Jarvis (till vänster) och Elvis Presley i RCA:s studio B den 10 september 1967 under "Guitar Man"-sessionen.

"Maj 1966": Nästan två och ett halvt år hade förflutit sedan Elvis förra gången spelade in låtar som inte var avsedda till en film, när han den 25 maj 1966 återvände till RCA:s studio B i Nashville för fyra inspelningspass. Avsikten var i första hand att spela in ett nytt gospelalbum, men Elvis kom också att spela in ett antal andra låtar, däribland "Love Letters". Detta var den första studiosessionen med den nye producenten Charles Felton Jarvis, som skulle ta över Steves Sholes roll som producent åt Elvis och som skulle fortsätta i den rollen under återstoden av Elvis liv. Antalet musiker hade ökat i jämförelse med de tidigare Nashvillesessionerna. Gitarristerna Thomas "Grady" Martin och Harold Bradley var inte med denna gång. I deras ställe hade Chip Young tillkommit för att bistå Scotty Moore på gitarr. David Briggs fanns jämte Floyd Cramer på klaviatur, Rufus Long vid sidan av Homer "Boots" Randolph på saxofon och Peter Drake på steelgitarr. Antalet bakgrundssångare hade också ökat. På plats var inte bara The Jordanaires utan också gruppen The Imperials, och Mille Kirkham hade fått sällskap av June Page och Dolores Edgin.
"Juni 1966": Vid uppföljningssessionen i Nashville den 10–12 juni 1966 spelades bland annat "Indescribably Blue" in. Elvis anmälde sig sjuk och Felton Jarvis fick själv utforma arrangemangen med musikerna varefter Elvis senare lade på sin sång. Musikerna var i stort sett desamma som vid förra tillfället med undantag av att Floyd Cramer inte längre var på plats och att gitarristen Harold Bradley hade återkommit.

## Komposition och stil
"A Mess of Blues": Under de två år som Elvis hade varit borta från musikscenen, hade musikförlaget Hill & Range ordnat fram en stark samling av låtar komponerade av de låtskrivare som de hade kontrakterade. Nyligen hade också ett nytt låtskrivarpar, Doc Pomus och Mort Shuman, skrivit kontrakt med förlaget. En av de låtar som de hade försett dem med var "A Mess of Blues", som låg och väntade på Elvis. De båda låtskrivarna var dock inte alltför hoppfulla om att han skulle spela in deras låtar eftersom han tidigare hade tackat nej till deras "Turn Me Loose", som i stället hade blivit en hit för Fabian 1959. Elvis spelade dock in "A Mess of Blues" som femte av sex låtar under första inspelningssessionen efter sin hemkomst i RCA:s studio B i Nashville, tidigt på morgonen den 4 mars 1960. "A Mess Of Blues" var tuffare och bluesigare än de tidigare inspelade låtarna under sessionen, och gick i en stil som Elvis kände sig hemma med. Den var i egentlig mening ingen formell blues. Det var snarare en poplåt som gavs en bluesig känsla och med en avslappnad shuffle-rytm genom Floyd Cramers pianospel. Den blandade Elvis tuffa femtiotalsrockstil i refrängen med hans mer polerade, intima och mjuka sångstil i versen. Scotty Moore spelade sologitarr, och Floyd Cramers pianospel var smakfullt.

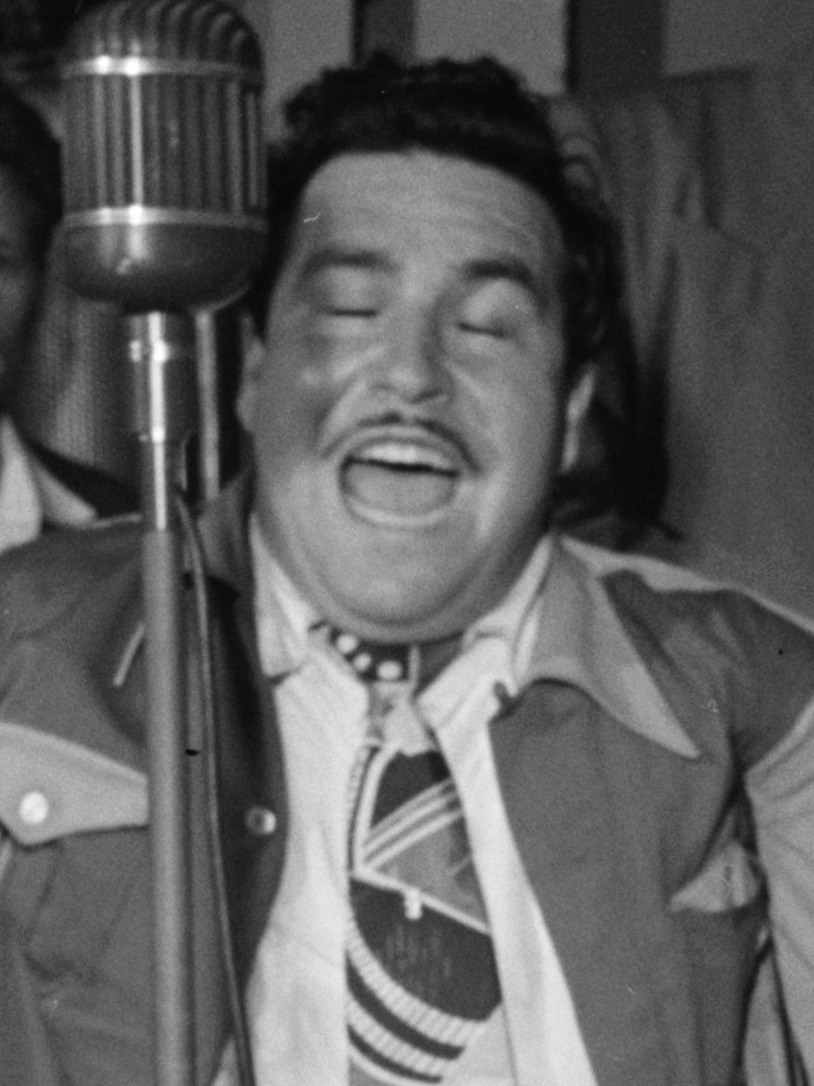
Doc Pomus (1947), som tillsammans med Mort Shuman hade skrivit "A Mess of Blues" åt Elvis.

"A Mess of Blues" gavs ut som B-sida på singel tillsammans med "It's Now or Never" i juli 1960. Skivbolaget RCA valde att använda "A Mess of Blues" som B-sida, eftersom man var osäker på hur "It's Now or Never" skulle tas emot i USA. Tanken man hade var att "A Mess of Blues" med sin rhythm and blues-känsla skulle vara ett alternativ till den neapolitanska stilen hos A-sidan "It's Now or Never". Men "A Mess of Blues" kom ändå att spelas betydligt mindre än singelns A-sida på de amerikanska radiostationerna. Den var dock en stark låt och blev en betydande hit på egen hand i Storbritannien. "It's Now or Never" kom med på Elvis' Golden Records Volume 3 medan "A Mess of Blues" fann sin väg in på volym 4 när man sökte bakåt i tiden efter tillräckligt framgångsrika låtar.

"Lonely Man" var en stillsam ballad som Elvis hade spelat in i november 1960 till filmen Wild in the Country. Den ursprungliga planen var att filmen skulle ha hetat Lonely Man och låten spelades in i en soloversion med bara gitarrackompanjemang tänkt för filmen och i en version med uppbackning av bandet avsedd för skivutgivning. Låten kom emellertid inte alls att användas i filmen. Elvis framförde den oklanderligt utan att den för den skull utmärkte sig på något särskilt sätt. Elvis manager Tom Parker hade lovat filmbolaget 20th Century Fox att hjälpa till med publiciteten genom att ge ut låtmaterial från filmen, och "Lonely Man" kom att ges ut som B-sida på singel tillsammans med den kommersiellt mer slagkraftiga "Surrender". "Surrender" togs med på Elvis' Golden Records Volume 3 och "Lonely Man" på denna Elvis' Gold Records Volume 4.

"Just Tell Her Jim Said Hello" var en låt skriven av Jerry Leiber och Mike Stoller. Efter en konflikt med Elvis Presleys manager några år tidigare, hade de slutat att skriva låtar direkt åt Elvis. Men till denna inspelningssession i mars 1962, hade de på ett förslag från Doc Pomus tillsammans med honom skrivit "She's Not You" åt Elvis, och när de skickade in den låten också passat på att skicka med "Just Tell Her Jim Said Hello". Enligt Jerry Leiber skrev de den egentligen med Johnny Cash i åtanke, men de skickade med den som ett förslag till Elvis. Freddy Bienstock för musikförlaget Hill & Range trodde att "Just Tell Her Jim Said Hello" var en potentiell hit-låt. Den hade en melodi som var minnesvärd och en text med en intressant vändning. Elvis och bandet provade låten i olika tempon, både långsammare och betydligt snabbare än den version som slutligen valdes som master. Efter sex tagningar hade man denna master inspelad i ett medelhögt tempo. Efter att sessionen var över, var Elvis, Tom Parker och Freddie Bienstock överens om att man borde ge ut "Just Tell Her Jim Said Hello" tillsammans med "You'll Be Gone", som var den enda låt som Elvis aktivt varit med och skrivit. Men Elvis ångrade sig efteråt och bestämde i stället att "She's Not You" skulle paras med "Just Tell Her Jim Said Hello" på singeln, medan "You'll Be Gone" lades på hyllan och gavs ut först 1965. När singeln väl släpptes var det "She's Not You" som fick nästan all speltid på radiostationerna.

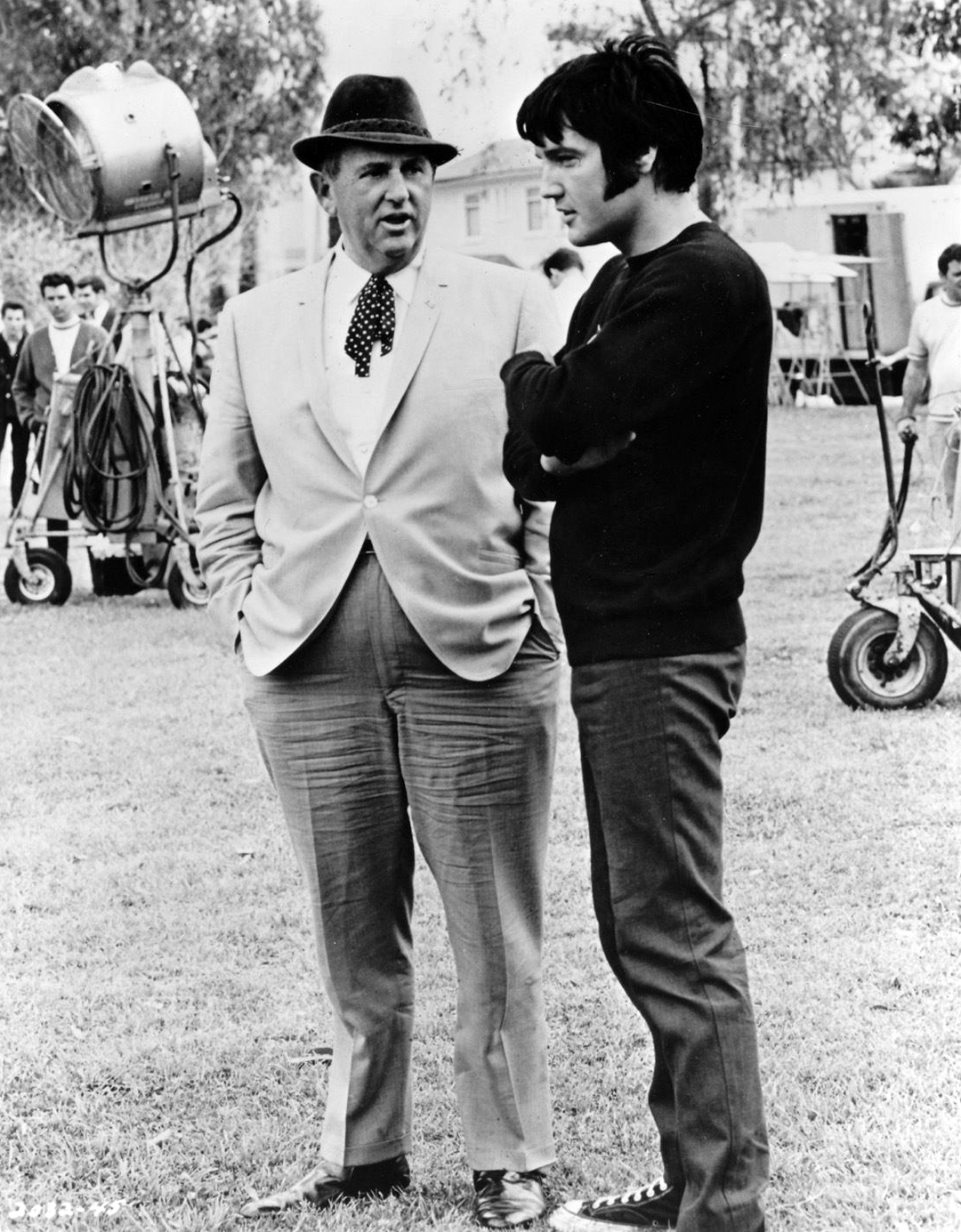
Elvis Presley och hans manager Tom Parker vid filminspelningen av Change of Habit 1969.

I maj 1963 spelades fjorton färdiga mastrar in, och när sessionen var över gav man snabbt ut två av de starkaste låtarna på singel: "(You're the) Devil In Disguise" och "Please Don't Drag That String Around". Resterande inspelningar var initialt tänkta att utgöra ett nytt studioalbum. Elvis Presleys manager Tom Parkers tänkande var dock ofta kortsiktigt, med målet att vinstmaximera i stunden och han hade inte några större artistiska ambitioner för sin klient. Parker ville ge ut ett nytt samlingsalbum. Därför släpptes Elvis' Golden Records Volume 3 i augusti 1963 enligt Parkers logik att ett greatest hits-album skulle sälja bättre än otestat studiomaterial. Eftersom man inte gärna kunde ge ut två album samtidigt, fick studioalbumet vänta. Emellertid var nya soundtrackalbum på gång. Soundtracket till filmen Fun in Acapulco skulle komma ut i november och låtarna till de kommande filmerna Viva Las Vegas och Kissin' Cousins var under uppsegling. Därför fattades beslutet att under de närmaste åren låta de ofta överlägsna låtarna från studioinspelningen i maj portioneras ut som bonuslåtar på soundtrackalbumen eller bli B-sidor på singlar med filmlåtar som A-sidor. Soundtrackalbumen hade också historiskt sålt bättre än studioalbumen, och det var det som Parker och RCA i första hand brydde sig om.

"Please Don't Drag That String Around" var en rocklåt med ett dunkande beat framförd i en avslappnad och lätt stil, och Elvis spelade in den som andra låt under den första inspelningsdagen. Den hade skrivits av duon Otis Blackwell och Winfield Scott och liknade deras tidigare alster "Return to Sender" och "One Broken Heart For Sale". Elvis framförde den på ett självsäkert sätt och låten flödar konstant utan några direkta pauser eller avbrott.

"(You're the) Devil in Disguise" hade skrivits av låtskrivartrion Bernie Baum, Bill Giant och Florence Kaye och den spelades in direkt efter "Please Don't Drag That String Around". Det var en inspirerad rocklåt med en taktfast överraskande rytmstruktur genom bland annat Grady Martins energiska gitarrspel. Inledningen är mjuk och långsam varefter låten övergår till distinkt rock'n'roll. Elvis hade använt samma upplägg tidigare redan under sin tid på Sun Records i låtar som "Milkcow Blues Boogie" och "I'll Never Let You Go". Denna gång behöll han dock stopp-och-start-strategin genom hela låten och framförde den med en känsla av smärta i sin röst. Elvis valde som regel vilka låtar som skulle ges ut på singel, eftersom han historiskt sett hade varit den bäste på att bedöma vilka som hade den största potentialen att nå framgång. För den kommande singeln valde han att para "(You're the) Devil in Disguise" med "Please Don't Drag That String Around", och "Devil in Disguise", kom att nå stor internationell framgång.

"Witchcraft" var den tredje låten från detta inspelningstillfälle att ges ut på singel och den spelades in tidigt på morgonen den 27 maj 1963. Det var en cover på New Orleans-gruppen The Spiders R&B-hit från 1955. Elvis använde samma teknik här som på "(You're the) Devil In Disguise" med återhållen sång i verserna för att släppa loss i refrängen, även om metoden denna gång inte lyckades åstadkomma riktigt samma effekt. Det var dock ett fint dansnummer
med ett längre saxofonsolo i mitten av Boots Randolphs som gav låten energi. Den kom att ges ut som B-sida till "Bossa Nova Baby", som var den enda låt från filmen och albumet 
Fun in Acapulco med potential. Hade inte marknadsföringen av filmen varit så viktig är det möjligt att A- och B-sidorna hade varit omvända, och fastän "Witchcraft" gavs ut som B-sida nådde den utan problem topp 40 på Hot 100-listan i USA.

"It Hurts Me", som utkom som B-sida på singel tillsammans med "Kissin' Cousins i februari 1964, spelades in i RCA:s studio B i Nashville i januari 1964, samtidigt som Elvis gjorde nyinspelningar av "Ask Me" och "Memphis, Tennessee". Om B-sidan "Witchcraft" rent kvalitetsmässigt kunde sägas ha varit ungefär likvärdig med A-sidan "Bossa Nova Baby", var B-sidan "It Hurts Me" överlägsen den rätt konventionella och oansenliga filmlåten "Kissin' Cousins". Men genom att den släpptes som B-sida kom den i stort sett att passera obemärkt. "It Hurts Me" skrevs huvudsakligen av den blivande countrystjärnan Charlie Daniels med bistånd av Bob Johnston (även om hans deltagande tillskrevs Johnstons hustru Joe Byers, som säger sig mestadels bara ha uppmuntrat Daniels men ändå ha bidragit med några få textrader). Det var en stillsamt passionerad, vacker ballad med en stark och tilltalande melodi och med en mogen och intelligent text i ett genomtänkt men enkelt och kraftfullt arrangemang. Elvis hade sällan sjungit med sådan pondus eller passion tidigare, och han sånginsats var bland det bästa som han hade åstadkommit. Sången framfördes med stor inlevelse och med mer oförställda känslor, där Elvis lät som om hans smärta vore personlig. Låten kom under flera år framöver att förbli en personlig favorit för Elvis, och det i sådan grad att han valde att ta med den i sin tv-show 1968, som brukar ses som hans återkomst som en kraft på musikscenen.

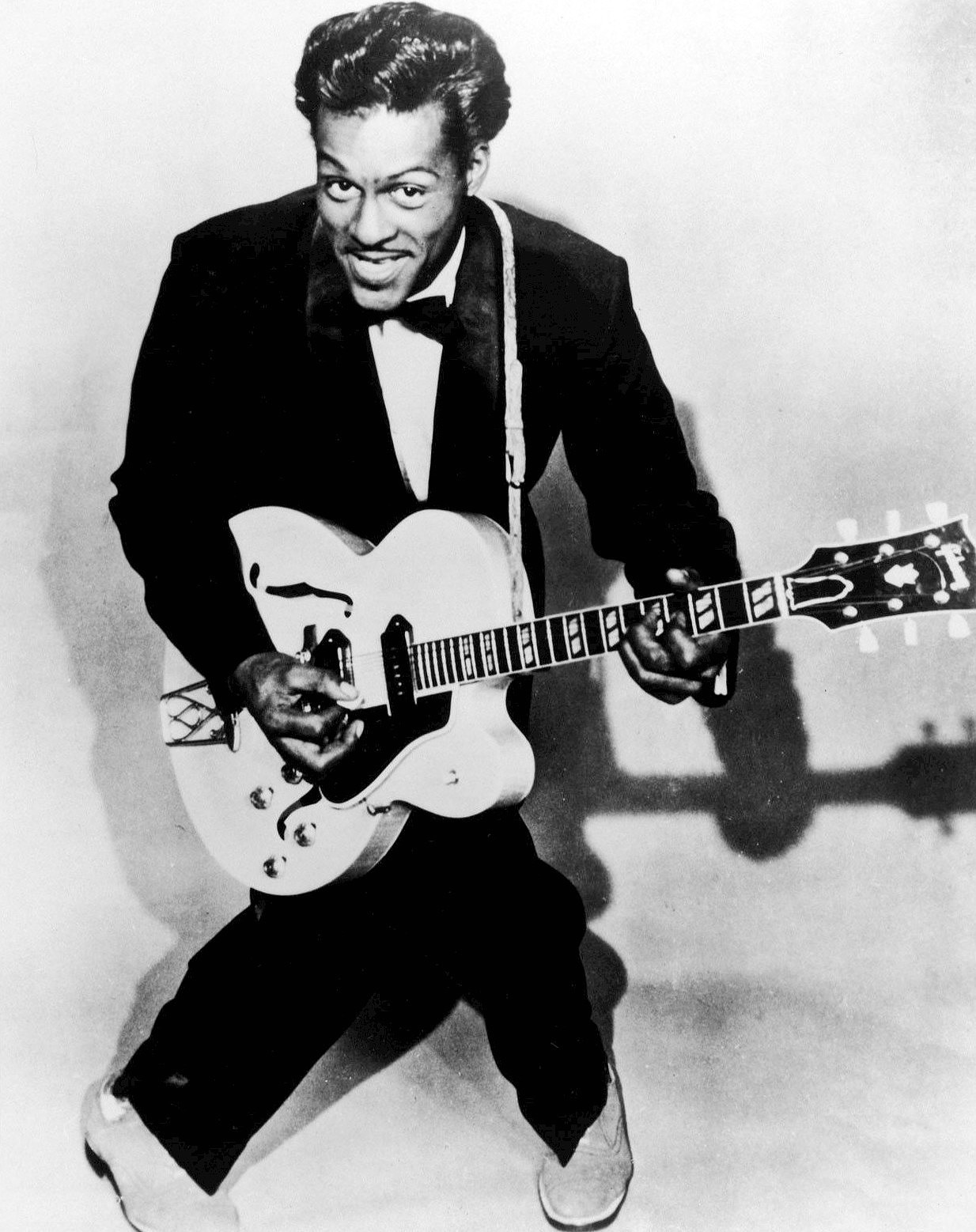
Chuck Berry (1957), som skrev "Memphis, Tennessee".

"Memphis, Tennessee": Vid detta tillfälle i januari 1964 spelade Elvis också in Chuck Berrys "Memphis, Tennessee" på nytt. Han hade redan spelat in den under den föregående Nashvillesessionen i maj 1963. Men han var mycket förtjust i låten och trodde mycket på den – trodde att det kunde bli en av hans starkaste singlar på flera år – och ville därför göra ett nytt försök för att kunna utveckla den vidare i den riktning som han redan hade påbörjat mot mer eggande pop. Det var orsaken till att det blev "Witchcraft" och inte "Memphis, Tennessee" som kom att släppas tillsammans med "Bossa Nova Baby" i oktober 1963. Dessutom utkom Lonnie Mack, inte långt efter Elvis första inspelning, med en instrumental version av låten och nådde med den i juli 1963 femte plats på Billboards Hot 100-lista. Efter att Elvis hade spelat in "Memphis, Tennessee" på nytt i januari 1964, valde han att än en gång skjuta på utgivningen för att invänta rätt tillfälle och att tillräckligt lång tid skulle ha förflutit efter Macks framgång med låten på listorna. Han lät därför i stället "It Hurts Me" få utgöra B-sida till filmlåten "Kissin' Cousins". Den självklara tidpunkten för utgivningen borde ha varit september 1964 genom att den då skulle ha utkommit på singel tillsammans med "Ask Me". I stället kom "Ask Me" att ges ut med "Ain't That Loving You Baby" eftersom "Memphis, Tennessee" drabbades av ytterligare en motgång som visade sig bli dess dödsstöt och gjorde att den kom att ges ut enbart på samlingsalbumet Elvis for Everyone! 1965. Johnny Rivers kom att spela in och ge ut låten och nå andra plats med den på Hot 100-listan i juli 1964, efter att han hade hört Elvis outgivna version vid ett besök hemma hos Elvis i Graceland.

"Ask Me" var ytterligare en låt som ursprungligen hade spelats in i maj 1963 där Elvis inte hade varit nöjd med det färdiga resultatet och därför spelade in den på nytt i januari 1964. Denna, Elvis enda inspelningssession under året som inte var till en film, bestod av endast tre låtar. "Ask Me" var i likhet med "It's Now or Never" och "Surrender" ännu en italiensk låt. Den hade skrivits av Domenico Modugno under namnet "Io" och fått en engelsk text av Bernie Baum, Bill Giant och Florence Kaye. Denna senare inspelning var mer dämpad, med ett bättre flyt i musiken och den hade en viss latinsk anstrykning. Elvis sjöng också mycket bättre denna gång, med en större trygghet i sin röst än vad han hade haft åtta månader tidigare. I de högre partierna pendlade Elvis mellan toppen av sitt tenorregister och en skör falsett. Med ett nytt och snyggt poparrangemang åstadkom man på kort tid efter fem nya tagningar en tillfredsställande master. Efter inspelningarna av dessa tre låtar skulle det dröja närmare två och ett halvt år innan Elvis på nytt spelade in i studio annat än låtar till sina filmer, och han skulle heller aldrig mer spela in med producenterna Chet Atkins och Steve Sholes. Det sound och den stil som hade rått sedan början av 1960-talet nådde därigenom ett slut.

"Ain't That Loving You Baby" från den extrainsatta studiosessionen i juni 1958, hade skrivits av Clyde Otis och Ivory Joe Hunter och först spelats in av en afroamerikansk rocksångare vid namn Eddie Riff år 1956. Hans inspelning hade släppts 1957, dock utan att ta sig in på listorna. För Elvis och bandet tedde sig "Ain't That Loving You Baby" betydligt mindre naturlig än de tidigare inspelade låtarna och de hade svårt att få till ett bra arrangemang. Med tagning 4 hade man en färdig inspelning, men alla var överens om att något fortfarande saknades. Därför hoppade Chet Atkins in på gitarr för att hjälpa till, och tillsammans med Bob Moore på bas arbetade man fram ett arrangemang som både var snabbare och skulle stabilisera rytmen. Elvis hade likväl problem med tempoväxlingen, och efter 11 tagningar övergav man låten och gick vidare. Både den långsammare tagning 4 och den snabbare versionen skulle för de flesta ha tett sig som en vinnarlåt, men Elvis hade en föreställning i sitt inre om hur han ville ha låten och man lyckades inte åstadkomma det. Det innebar att han heller inte lät skivbolaget RCA ge ut den. Först sex år senare, när Elvis inte längre dominerade listorna och man inte hade så mycket kvar att ge ut, ansågs tagning 4 i medeltempo uppenbarligen vara bra nog för att ges ut på singel. "Ain't That Loving You Baby" var en livfull rocklåt med framträdande trumspel. Den var vid tiden för utgivningen mindre daterad än vad tillkomstdatumet antyder. Både "Ask Me" och "Ain't That Loving You Baby" tog sig med marginal in på topp 20, men den delade uppmärksamheten på radiostationerna var sannolikt det som gjorde att ingen av dem tog sig in på topp 10.

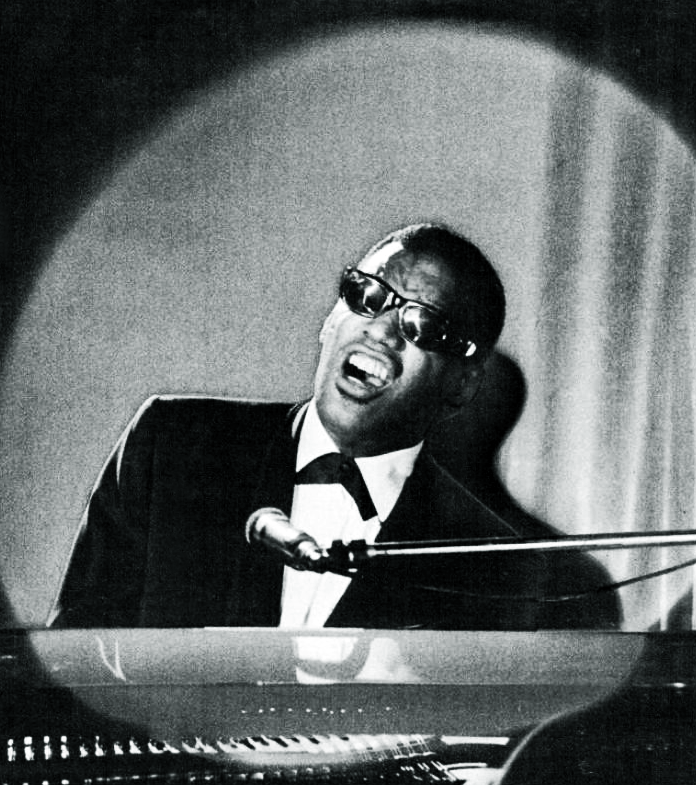
Ray Charles (1967), som 1959 gav ut "What'd I Say".

"What'd I Say" spelades in till filmen Viva Las Vegas och utgavs på singel i april 1964 tillsammans med låten "Viva Las Vegas", som också förekom i filmen. "Viva Las Vegas" skrevs av Doc Pomus och Mort Shuman och den spelades in av Elvis den 10 juli 1963. Den kom dock inte med på 1968 års originalutgåva av Elvis Gold Records Volume 4 utan först på den utökade cd-utgåvan 1997, och Elvis kom heller aldrig att framföra den live – inte ens i Las Vegas. Den var en skimrande hyllning till den neonupplysta staden, men en intensiv rock- eller poplåt som blev en klassiker först långt efter att den utkom. Den har kommit att användas i otaliga tv-program och filmer som handlar om Elvis och om Las Vegas, och många andra artister har gjort cover på den. "What'd I Say" spelades in som enda låt den 30 augusti 1963, nästan två månader efter övriga låtar till filmen. Orsaken var att filmbolaget i slutet av augusti tyckte att det behövdes ett starkt upptemponummer att avsluta filmen med. De bad därför Elvis att spela in ytterligare en låt. Eftersom det fanns så lite låtmaterial av kvalitet att tillgå, passade Elvis på att göra en cover på en av sina favoritlåtar, Ray Charles R&B-klassiker "What'd I Say" från 1959. Elvis version av "What'd I Say" är mindre känd än hans "Viva Las Vegas", men när det begav sig fick den en bättre placering på singellistan i USA. Elvis tar låten åt rock'n'roll-hållet, men framför den ändå förhållandevis lågmält och återhållsamt i ett arrangemang som är ganska hetsigt.

"Love Letters" spelades in den 26 maj 1966 under ledning av den nye producenten Felton Jarvis. I samband med att Elvis denna gång spelade in sitt andra gospelalbum, How Great Thou Art, spelade han också in ett antal andra låtar, däribland balladen "Love Letters" från 1945, som annars var mest känd i en version av Ketty Lester utgiven 1961. Eftersom den ordinarie pianisten Floyd Cramer var bokad på annat håll fram till 21.00, hade för första gången den då unge pianisten David Briggs från Muscle Shoals i Alabama anlitats för tiden från sessionens början 18.30 fram till att Floyd Cramer skulle anlända – en tid då normalt inga inspelningar blev gjorda. Till allas förvåning dök emellertid Elvis upp i tid och efter en sedvanlig uppvärmning började man med att repetera "Love Letters". När så väl Floyd Cramer dök upp, hade Elvis vant sig vid David Briggs pianospel på låten och ville att han skulle fortsätta att ackompanjera honom på den. "Love Letters" kom att ges ut på singel tillsammans med "Come What May", som spelades in under samma session. Möjligen kan denna inspelningssession ses som vändpunkten i Elvis nedåtgående karriär. Elvis kunde för första gången på länge realisera sina artistiska ambitioner. Under de senaste åren hade han hemma tillsammans med sina vänner börjat väcka sina musikaliska instinkter som sångare till liv, och kunde ta med erfarenheterna av detta till sitt arbete i studio. Han spelade in ett helt nytt och annorlunda gospelalbum. "Love Letters" tillhörde knappast popens huvudfåra, men det var den enda låten från inspelningen med potential att kunna lyckas på singellistorna. Även om "Love Letters" måhända inte blev den försäljningsframgång som Elvis hade hoppats på (vilket kan ha berott på Elvis vid tiden minskande popularitet i kombination med Lesters framgång med låten några år tidigare), innebar det en förändring där Elvis vågade prova något nytt, att utvecklas och att ta kontroll över sin situation. "Love Letters" var också en av de få låtar som Elvis kom att spela in på nytt i studio, då i juni 1970. Pådrivande i det fallet var David Briggs, som tyckte att han borde kunna spela bättre piano på låten.

"Indescribably Blue" spelades in två veckor senare och gavs ut på singel i januari 1967 tillsammans med "Fools Fall in Love", som hade spelats in vid den föregående sessionen. Eftersom den julsingel som skulle ha spelats in inte hanns med då, beslutade man att hålla denna uppföljningssession. Men när inspelningarna väl skulle börja befann sig Elvis på sitt hotellrum och klagade över en förkylning. Han lät därför skicka Red West till studion för att sjunga i hans ställe. Två dagar senare, och efter att sessionen hade avslutats, tog sig Elvis till studion och ersatte Red Wests sång med sin egen på de tre låtar som hade spelats in: "Indescribably Blue", "I'll Remember You" och jullåten "If Every Day Was Like Christmas" (skriven av Red West). Det var den mångårige medlemmen av Elvis personal, Lamar Fike, vilken vid denna tid arbetade på Hill & Ranges Nashville-kontor, som försåg Elvis med "Indescribably Blue" – en låt skriven av Darrell Glenn. De arrangemang som Felton Jarvis hade arbetat fram utan Elvis deltagande, åstadkoms med hjälp av den senaste inspelningstekniken och byggde på vackert akustiskt gitarrspel av Chip Young och Harold Bradley. På så sätt innebar det också ett stilbrott i Elvis musik eftersom låtarna lät modernare. "Indescribably Blue" var en vacker men ändå kanske något banal ballad, och den var måhända också en aning överproducerad.

## Teman och texter
"A Mess of Blues" framfördes på ett sensuellt men också lekfullt sätt. Texten är lekfull: "Hoppsan, där smiter en tår, den rinner ner längs ansiktet". Även Elvis förmedlade denna lekfullhet i sången när han sjöng: "Jag måste ta mig samman, innan jag blir galen", medan bakgrundssångarna i The Jordanaires manade på honom med "whooh-whooh". Låtförfattarna Doc Pomus och Mort Shuman var båda orienterade mot blues och white soul. Doc Pomus älskade ord som "mess" (röra, oreda) och "blues" (nedstämdhet) och texten till "A Mess of Blues" var därför såväl typisk som perfekt för honom: "Sedan du försvann har allt blivit en enda sorglig röra". Bara det faktum att låten utan omsvep kom att accepteras, visar på hur mycket den grundläggande uppfattningen om vad som sågs som korrekt inom populärkulturen hade ändrats sedan 1950-talet. "Lonely Man", som handlade om den ensamma olycklige vandraren, var den sortens vackra, men stillsamma och lågmälda ballad som passade mycket bättre i filmscener än på popmarknaden.
Texten i "Just Tell Her Jim Said Hello" har en fin twist i slutet där Jim medger att han fortfarande älskar henne, men ändå vill att hans vän bara ska säga hej till henne från honom. Greil Marcus ansåg att Elvis inte var övertygande i rollen som Jim, vilken å andra sidan hade Johnny Cash som förebild. Otis Blackwell berättade att han och Wilfried Scott försökte göra texten till "Please Don't Drag That String Around" en aning komisk, mer åt countryhållet. I stället för det uppenbara, "snälla, dra inte omkring med mitt på hjärta", valde de formuleringen "snälla, dra inte omkring med den där strängen med hjärtat fastsatt i den andra änden."

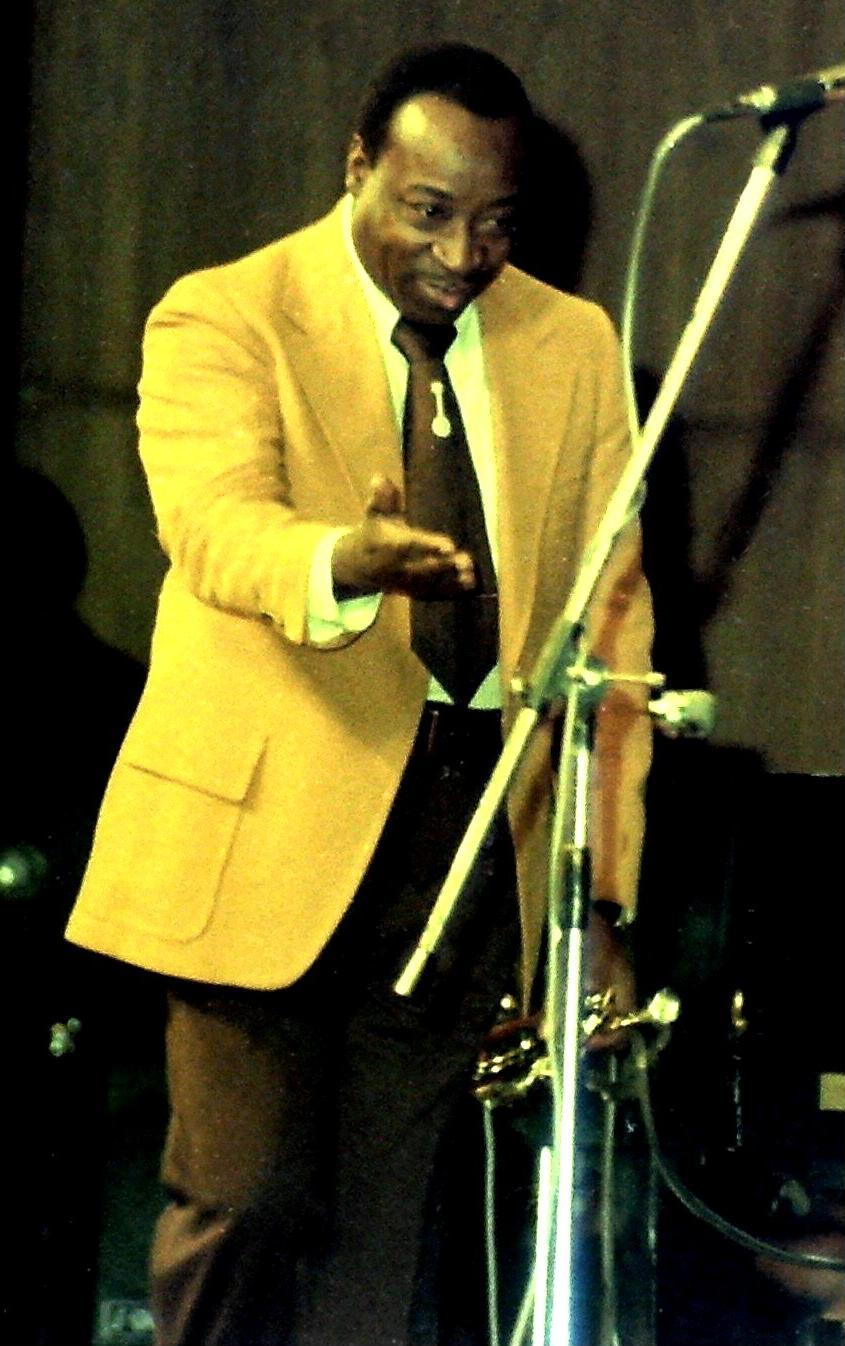
Dave Bartholomew, som tillsammans med Pearl King skrev "Witchcraft".

Idén till "(You're the) Devil In Disguise" uppkom när dess låtskrivare hade en sammankomst hemma hos Florence Kayes, och hennes fjortonåriga dotter hade gjort sig fin inför att träffa en pojke som hon var förtjust i. Bernie Baum ska då ha kommenterat: "Hon är en sådan ängel", varpå Kayes snabbt replikerade att hon minsann ibland även kunde vara "en förklädd djävul". Elvis framförde också låten med en änglalik sammetsröst i versen för att växla till sin djupare röst i rock'n'roll-refrängen. Enligt Dave Bartholomew plockade han och Pearl King upp "Witchcraft" ur det han kallade "a bag of riff", en samling påbörjade, ofullständiga låtar, och han skrev texten om häxkonst och förhäxning som binder mannen i sången till kvinnan.
När Charlie Daniels skrev "It Hurts Me" komponerade han musiken och texten samtidigt, men menade sig inte kunna förklara de idéer och tankar som ledde fram till berättelsen om mannens smärta till följd av att den kvinna han älskar plågas av sin älskare. Ray Charles originalversion av "What'd I Say" hade bannlysts på vissa radiokanaler för det som uppfattades som sexuella anspelningar i texten, och låten framfördes, även av Elvis, med stönanden och klagande skrik. Bernie Baum, Bill Giant och Florence Kaye älskade de traditionella europeiska melodierna och skrev den romantiska texten till balladen "Ask Me" om att ifall hon bara frågar mig svarar jag ja, speglande den romantiska känslan i den italienska förlagan "Io". Rocklåten "Ain't That Loving You Baby" framfördes nästan i marschtempo och Elvis släppte loss och hade kul. Den är uppbyggd på ungefär samma sätt som "Heartbreak Hotel", men med ett gladare budskap där sångaren ställer sig frågan om det inte är att älska henne, när endast hon får hans hjärta att slå.
Texten i "Love Letters" förmedlar att brev, särskilt kärleksbrev, inte bara var ett sätt att kommunicera med andra, utan också var minnessaker att vårda ömt och tänka på. "Indescribably Blue", om mannen som är obeskrivligt ledsen för att hans älskade har lämnat honom, skrevs av Darrell Glenn. Samme Glenn hade som tonåring haft en stor hit 1953 med sin far Artie Glenns "Crying in the Chapel”, innan Elvis egen version tolv år senare (dock inspelad redan i oktober 1960) blev en ännu större hit.

## Utgivning och marknadsföring

### Singelplaceringarna
"A Mess of Blues" utkom som B-sida på singel tillsammans med "It's Now or Never" den 5 juli 1960. "It's Now or Never" kom att nå förstaplatsen på den amerikanska singellistan Billboard Hot 100 och stanna där i fem veckor, och framför allt att bli en stor internationell framgång. "A Mess of Blues" nådde plats 32 på singellistan i USA och stannade på listan i 11 veckor. Till följd av en upphovsrättstvist i Storbritannien rörande "It's Now or Never" som fördröjde utgivningen av singeln, kom "A Mess of Blues" där i stället att ges ut som A-sida med "The Girl of My Best Friend" som B-sida och nå 2:a plats.
"Lonely Man", som var inspelad till filmen Wild in the Country, gavs ut som B-sida tillsammans med "Surrender" den 7 februari 1961. Medan "Surrender" kom att toppa singellistan i USA i två veckor nådde "Lonely Man" 32:a plats och kom att stanna 5 veckor på listan. Också i Storbritannien toppade "Surrender" singellistan och detta under 4 veckors tid, medan "Lonely Man" inte placerade sig på listan.
"Just Tell Her Jim Said Hello" gavs ut på singel som B-sida till "She's Not You" den 17 juli 1962. Medan A-sidan "She's Not You" som bäst placerade sig på 5:e plats på singellistan i USA, nådde "Just Tell Her Jim Said Hello" plats 55 under de 5 veckor den tillbringade på listan. I Storbritannien nådde "She's Not You" förstaplatsen och stannade där i 3 veckor medan "Just Tell Her Jim Said Hello" inte placerade sig.
"(You're the) Devil in Disguise" gavs ut som A-sida tillsammans med "Please Don't Drag That String Around" den 18 juni 1963, och båda låtarna togs med på Elvis' Gold Records Volume 4. "(You're the) Devil in Disguise" placerade sig under två veckor på 3:e plats på den amerikanska singellistan Billboard Hot 100 under en 11 veckor lång vistelse, medan "Please Don't Drag That String Around" inte kom in på listan. På R&B-listan nådde "(You're the) Devil in Disguise" 9:e plats. Men som så ofta var fallet vid denna tid hade Elvis låtar större framgång utanför USA än i USA. "(You're the) Devil in Disguise" kom att nå stor internationell framgång. I augusti 1963 kom den att toppa UK Singles Chart i Storbritannien. och när den återutgavs år 2005 nådde den 2:a plats. Den kom att toppa många listor världen över, däribland den kanadensiska CHUM Chart-listan under två veckor i juli 1963. Den kom också att toppa listorna i Japan (3 veckor), i Israel (2 veckor), i Hong Kong (minst 2 veckor), i Sydafrika (minst 2 veckor), i Nederländerna (3 veckor) och i belgiska Flandern (minst 5 veckor). Den kom även att toppa listorna i Finland (minst 2 veckor), i Norge (6 veckor), i Sverige (minst 5 veckor enligt Billboards rapportering, minst 9 veckor enligt Cashbox rapportering) och i Danmark (i hela 12 eller 13 veckor).
"Witchcraft" gavs ut som B-sida tillsammans med "Bossa Nova Baby" den 1 oktober 1963. A-sidan "Bossa Nova Baby" placerade sig som bäst på 8:e plats på singellistan i USA medan "Witchcraft" nådde plats 32 på samma lista. Singeln placerade sig som bäst på 13:e plats i Storbritannien och i Sverige nådde "Bossa Nova Baby 3:e plats på bästsäljarlistan enligt Cashbox.
"It Hurts Me" gavs ut som B-sida till "Kissin' Cousins" den 10 februari 1964. A-sidan "Kissin' Cousins" (som också ingick i soundtracket Kissin' Cousins) nådde 12:e plats på Billboard Hot 100-listan i USA, medan "It Hurts Me" som bäst placerade sig på 29:e plats på listan under en 7 veckor lång vistelse. I Storbritannien nådde singeln med "Kissin' Cousins" plats 10.
"What'd I Say" utkom som B-sida till "Viva Las Vegas" den 28 april 1964. A-sidan "Viva Las Vegas" från filmen med samma namn nådde 29:e plats på den amerikanska singellistan, medan, för ovanlighetens skull, B-sidan "What'd I Say" nådde högre med plats 21. Att ingen av låtarna fick en bättre placering berodde sannolikt dels på att diskjockeyerna var osäkra på vilken av sidorna på skivan de skulle spela, dels på att det föregående singelsläppet med "Kiss Me Quick" och "Suspicion" hade skett bara två veckor tidigare och att det därmed fanns två Elvis-singlar som konkurrerade med varandra samtidigt. I Storbritannien nådde "Viva Las Vegas" 17:e plats medan den i Sverige nådde 4:e plats på bästsäljarlistan enligt Cashbox.
"Ask Me" gavs ut som A-sida tillsammans med "Ain't That Loving You Baby" den 22 september 1964, och båda låtarna kom med på Elvis' Gold Records Volume 4. Ännu en gång gick B-sidan nästan lika bra som A-sidan på singellistan i USA, och båda låtarna tog sig in på topp 20 med marginal, "Ask Me" på 12:e plats och "Ain't That Loving You Baby" på 16:e. I Storbritannien var det "Ain't That Loving You Baby" som gick bäst och den nådde 15:e plats där.
"Love Letters" gavs ut som A-sida på singel tillsammans med "Come What May" den 8 juni 1966. Den placerade sig som bäst på en 19:e plats på den amerikanska singellistan medan B-sidan "Come What May" hamnade utanför listan på plats 109. I Storbritannien nådde "Love Letters" 6:e plats på UK Singles Chart.
"Indescribably Blue" utkom som A-sida på singel tillsammans med "Fools Fall in Love" den 10 januari 1967. "Indescribably Blue" nådde plats 33 på singellistan i USA, medan "Fools Fall in Love" hamnade just utanför listan på plats 102. "Indescribably Blue" nådde plats 21 på singellistan i Storbritannien.

### Albumets placeringar
Albumet Elvis' Gold Records Volume 4 gick in på plats 134 på den amerikanska albumlistan Billboard Top LP:s (150) den 2 mars 1968. Efter 14 veckor på listan, den 1 juni 1968, nådde albumet plats 33, vilket blev dess högsta position under de 22 veckor den låg på listan. På Cash Box noterades albumet första gången den 2 mars 1968 på plats 84 på tidningens albumlista Top 100. Efter åtta veckor på listan, den 20 april 1968, nådde albumet plats 31, vilket också blev albumets högsta position under de 25 veckor det låg på listan.

### Senare utgåvor av albumet
RCA återutgav det ursprungliga albumet med 12 spår på cd i maj 1990. I juli 1997 släpptes en nyutgåva av albumet som då hade utökats med sex bonusspår som alla hade kvalificerat sig som miljonsäljare. Tillkommit hade "Bossa Nova Baby", "Kissin' Cousins" och "Viva Las Vegas", vilka alla varit A-sidor på singlar med B-sidorna "Witchcraft", "It Hurts Me" och "What'd I Say" respektive. Vidare var de i USA miljonsäljande "Return to Sender" (plats 2) och "Crying in the Chapel" (plats 3) med. Också "Rock-A-Hula Baby", som varit B-sida på den i USA miljonsäljande singeln med "Can't Help Falling in Love” som A-sida, hade tagits med. I maj 2007 utkom en remastrad version av originalalbumet. Och i november 2016 utgavs albumet på två cd:ar på Follow That Dream-etiketten. Det innehöll originalalbumets tolv låtar i både stereo- och monoversioner, därutöver fem bonuslåtar och ett antal alternativtagningar av både låtar som ingick i originalalbumet och sådana som inte gjorde det.

## Mottagande
I Billboard Magazine skrev man att RCA denna gång hade tvingats söka ordentligt för att hitta tillräckligt med guldskivor för att rätt kunna namnge albumet "Gold Records". Det innebar att det fanns låtar från tiden när man spelade in i mono och från tiden innan Elvis slutade spela in blues. Man menade att albumet innehöll såväl några tidiga rockiga Elvis Presley-låtar som några bra stillsamma låtar. I Cashbox Magazine menade man att detta album skulle bli en försäljningsframgång i likhet med Elvis Presleys övriga album. Men de beklagade att låtar som "Hound Dog", "Don't Be Cruel" och "All Shook Up" inte längre skrevs åt honom, eftersom han fortfarande hade kraften bevarad i sin röst för att kunna sjunga dem och i popularitet hade överlevt alla de artister som varit samtida med honom.
Den amerikanske musikkritikern Bruce Eder, skrev i sin recension för Allmusic att i motsats till de tre föregående volymerna kom denna fjärde volym av "Elvis' Gold Records" att "ges ut vid en tid då Elvis Presley inte längre ansågs vara en särskilt betydelsefull rock'n'roll-stjärna". Albumet utkom bara några månader innan Elvis skulle "inleda sin 'comeback' på tv". Eder påpekade att man för att fylla greatest hits-albumet denna gång hade varit hänvisad till att ta med singel-B-sidor. Han menade vidare att albumet "hade oturen att komma ut vid en tidpunkt då politik, internationella frågor och ett generationsskifte bland lyssnarna samverkade för att göra Elvis till synes irrelevant." Trots dessa förbehåll ansåg Eder att albumet "innehåller en del fantastisk musik" och han framhöll särskilt "What'd I Say", "Witchcraft" och "A Mess of Blues". Musikkritikern Greil Marcus menade däremot att albumet inte innehöll "ett enda intressant spår." I The New Rolling Stone Record Guide framhåller musikkritikern Dave Marsh den höga kvaliteten på samtliga skivor i Golden Records-serien, vilka innehåller alla såväl stora som små hittar. Rockkritikern David McGee skriver i The New Rolling Stone Album Guide år 2004 att hela Elvis' Golden Records-serien är underbar.

## Försäljning

### Singelförsäljningen
Singelskivan "It's Now or Never" och "A Mess of Blues" sålde i över en miljon exemplar i USA och "It's Now or Never" blev förmodligen Elvis största världshit någonsin med rapportering om både 9 och 10 miljoner sålda exemplar världen över. I Storbritannien, där "A Mess of Blues" gavs ut som A-sida tillsammans med "The Girl of My Best Friend", nådde den 2:a plats och vistades 11 veckor på bästsäljarlistan.
Singeln "Surrender" och "Lonely Man" sålde inledningsvis i 750 000 exemplar men uppnådde med tiden en försäljning på en miljon exemplar i USA. Internationellt var det en mångmiljonsäljare även om "Lonely Man" knappast hade någon större framgång på egen hand. Singeln "She's Not You" med B-sidan "Just Tell Her Jim Said Hello" sålde i 800 000 exemplar i USA, och även den var en miljonsäljande skiva om också världens övriga länder räknas med. Men inte heller här gavs "Just Tell Her Jim Said Hello" speciellt mycket uppmärksamhet. "(You're the) Devil in Disguise" och "Please Don't Drag That String Around" sålde i omkring 700 000 exemplar i USA, men var framför allt en storsäljare utanför USA:s gränser. "Please Don't Drag That String Around" nådde dock ingen nämnvärd framgång på egen hand. Singeln “Bossa Nova Baby" och "Witchcraft" sålde knappt 700 000 i USA och för att nå över en miljon sålda skivor måste också försäljningen utanför USA räknas in. "Kissin' Cousins" och "It Hurts Me" sålde i ungefär samma omfattning i USA, cirka 750 000 exemplar, och sålde över en miljon med försäljningen i resten av världen medräknad.
"Viva Las Vegas" och "What'd I Say" hade en försäljning på bara just över en halv miljon i USA, vilket var ett nytt bottenrekord för tidigare outgivet material. Om försäljningen i hela världen räknas, sålde den över en miljon. Med "Ask Me" och "Ain't That Loving You Baby" steg försäljningen i USA på nytt till drygt 700 000 exemplar. Detta var ännu en miljonsäljande skiva globalt. År 1966 hade försäljningssiffrorna sjunkit ytterligare, och "Love Letters" med B-sidan "Come What May" sålde i bara 400 000 exemplar i USA. Det är osäkert om den totala försäljningen världen över denna gång översteg en miljon. "Indescribably Blue" med B-sidan "Fools Fall in Love" sålde ännu sämre än "Love Letters" med endast någonstans mellan 300 000 och 400 000 sålda exemplar i USA och med en global försäljning som denna gång inte nådde upp till en miljon.

### Albumförsäljningen
Elvis' Gold Records Volume 4 sålde initialt i 350 000 exemplar i USA. I likhet med de andra greatest hits-albumen i Gold Records-serien fortsatte det att sälja även efter den första tiden och kom senare, i mars 1992 då många av Elvis Presleys skivor registrerades i efterhand, att certifieras guld av Recording Industry Association of America (RIAA) för en försäljning av 500 000 exemplar.

## Låtlistor
Elvis' Gold Records Volume 4

### 1968 originalutgåva LP
| 1. | Love Letters (A-sida på singel med "Come What May" – juni 1966.)                                          | Edward Heyman, Victor Young    | 26 maj 1966 47−8870-A #19                               | 2:48 |
| 2. | Witchcraft (B-sida på singel med "Bossa Nova Baby" – oktober 1963.)                                       | Dave Bartholomew, Pearl King   | 26 maj 1963 47−8243-B #32                               | 2:21 |
| 3. | It Hurts Me (B-sida på singel med "Kissin' Cousins" – februari 1964.)                                     | Joy Byers, Charlie Daniels     | 12 januari 1964 47−8307-B #29                           | 2:27 |
| 4. | What'd I Say (B-sida på singel med "Viva Las Vegas"– april 1964.)                                         | Ray Charles                    | 30 augusti 1963 47−8360-B #21                           | 3:02 |
| 5. | Please Don't Drag That String Around (B-sida på singel med "(You're the) Devil in Disguise" – juni 1963.) | Otis Blackwell, Winfield Scott | 26 maj 1963 47−8188-B # –                               | 1:53 |
| 6. | Indescribably Blue (A-sida på singel med "Fools Fall in Love" – januari 1967.)                            | Darrell Glenn                  | 10 juni 1966 (track) 12 juni 1966 (vocal) 47−9056-A #33 | 2:47 |

| 1.           | (You're the) Devil in Disguise (A-sida på singel med "Please Don't Drag That String Around" – juni 1963.) | Bernie Baum, Bill Giant, Florence Kaye                   | 26 maj 1963 47−8188-A #3      | 2:19  |
| 2.           | Lonely Man (B-sida på singel med "Surrender" – februari 1961.)                                            | Bennie Benjamin, Sol Marcus                              | 7 november 1960 47−7850-B #32 | 2:44  |
| 3.           | A Mess of Blues (B-sida på singel med "It's Now or Never" – juli 1960.)                                   | Doc Pomus, Mort Shuman                                   | 21 mars 1960 47−7777-B #32    | 2:39  |
| 4.           | Ask Me (A-sida på singel med "Ain't That Lovin' You, Baby" – September 1964.)                             | Domenico Modugno, Bernie Baum, Bill Giant, Florence Kaye | 12 januari 1964 47−8840-A #12 | 2:06  |
| 5.           | Ain't That Loving You Baby (B-sida på singel med "Ask Me" – september 1964.)                              | Clyde Otis, Ivory Joe Hunter                             | 10 juni 1958 47−8840-B #16    | 2:22  |
| 6.           | Just Tell Her Jim Said Hello (B-sida på singel med "She's Not You" – juli 1962.)                          | Jerry Leiber, Mike Stoller                               | 19–20 mars 1962 47−8041-B #55 | 1:57  |
| Total längd: | Total längd:                                                                                              | Total längd:                                             | Total längd:                  | 29:25 |

### 1997 utökad utgåva CD
| 1.           | Return to Sender                     | Otis Blackwell, Winfield Scott                           | 27 mars 1962                                         | 2:06  |
| 2.           | Rock-A-Hula Baby                     | Fred Wise, Ben Weisman, Dolores Fuller                   | 23 mars 1961                                         | 1:57  |
| 3.           | Love Letters                         | Edward Heyman, Victor Young                              | 26 maj 1966                                          | 2:51  |
| 4.           | Bossa Nova Baby                      | Jerry Leiber, Mike Stoller                               | 22 januari 1963                                      | 2:02  |
| 5.           | Witchcraft                           | Dave Bartholomew, Pearl King                             | 26 maj 1963                                          | 2:19  |
| 6.           | Kissin' Cousins                      | Fred Wise, Randy Starr                                   | 30 sept.–1 okt. 1963 (track) 10 oktober 1963 (vokal) | 2:12  |
| 7.           | It Hurts Me                          | Joy Byers, Charlie Daniels                               | 12 januari 1964                                      | 2:27  |
| 8.           | Viva Las Vegas                       | Doc Pomus, Mort Shuman                                   | 10 juli 1963                                         | 2:21  |
| 9.           | What'd I Say                         | Ray Charles                                              | 30 augusti 1963                                      | 3:02  |
| 10.          | Please Don't Drag That String Around | Otis Blackwell, Winfield Scott                           | 26 maj 1963                                          | 1:54  |
| 11.          | Indescribably Blue                   | Darrell Glenn                                            | 10 juni 1966 (track) 12 juni 1966 (vocal)            | 2:48  |
| 12.          | (You're the) Devil in Disguise       | Bernie Baum, Bill Giant, Florence Kaye                   | 26 maj 1963                                          | 2:20  |
| 13.          | Lonely Man                           | Bennie Benjamin, Sol Marcus                              | 7 november 1960                                      | 2:43  |
| 14.          | A Mess of Blues                      | Doc Pomus, Mort Shuman                                   | 21 mars 1960                                         | 2:29  |
| 15.          | Ask Me                               | Domenico Modugno, Bernie Baum, Bill Giant, Florence Kaye | 12 januari 1964                                      | 2:07  |
| 16.          | Ain't That Loving You Baby           | Clyde Otis, Ivory Joe Hunter                             | 10 juni 1958                                         | 2:22  |
| 17.          | Just Tell Her Jim Said Hello         | Jerry Leiber, Mike Stoller                               | 19–20 mars 1962                                      | 1:52  |
| 18.          | Crying in the Chapel                 | Artie Glenn                                              | 31 oktober 1960                                      | 2:24  |
| Total längd: | Total längd:                         | Total längd:                                             | Total längd:                                         | 42:16 |

### 2015 FTD-utgåva 2 cd
| 1.           | Spåren 1–12 är desamma som på originalutgåvan Bonus Songs |                                            |                 | 29:55 |
| 13.          | Wild in the Country                                       | Hugo Peretti, Luigi Creatore, George Weiss | 7 november 1960 | 1:55  |
| 14.          | Viva Las Vegas                                            | Doc Pomus, Mort Shuman                     | 10 juli 1963    | 2:28  |
| 15.          | I'm Yours (stereo single version)                         | Don Robertson, Hal Blair                   | 26 juni 1961    | 2:24  |
| 16.          | Come What May                                             | Frank Tableporter                          | 28 maj 1966     | 2:02  |
| 17.          | Fools Fall in Love Previously Unreleased Outtakes         | Jerry Leiber, Mike Stoller                 | 28 maj 1966     | 2:08  |
| 18.          | Lonely Man (take 3)                                       | Bennie Benjamin, Sol Marcus                | 7 november 1960 | 2:45  |
| 19.          | A Mess of Blues (splice of take 4 & 3)                    | Doc Pomus, Mort Shuman                     | 21 mars 1960    | 2:32  |
| 20.          | Just Tell Her Jim Said Hello (take 3)                     | Jerry Leiber, Mike Stoller                 | 19–20 mars 1962 | 2:02  |
| 21.          | Kiss Me Quick (takes 8 & 9)                               | Doc Pomus, Mort Shuman                     | 25 juni 1961    | 3:43  |
| 22.          | Suspicion (splice of take 4 & 5)                          | Doc Pomus, Mort Shuman                     | 19–20 mars 1962 | 2:48  |
| 23.          | Gonna Get Back Home Somehow (take 4)                      | Doc Pomus, Mort Shuman                     | 18–19 mars 1962 | 2:44  |
| 24.          | What'd I Say (splice of take 3 & 4/M)                     | Ray Charles                                | 30 augusti 1963 | 3:27  |
| Total längd: | Total längd:                                              | Total längd:                               | Total längd:    | 60:53 |

| 1.           | Spåren 1–12 är desamma som på originalutgåvan |              |              | 29:55 |
| Total längd: | Total längd:                                  | Total längd: | Total längd: | 29:55 |

## Medverkande
Uppgifterna är hämtade från Keith Flynn och Ernst Jørgensen och avser inspelningar gjorda i RCA:s studio B i Nashville i Tennessee den 10–11 juni 1958, 20–21 mars 1960, 18–20 mars 1962, 26–28 maj 1963, 12 januari 1964, 25–28 maj 1966 och 10 & 12 juni 1966, samt i Radio Recorders studio B i Hollywood i Kalifornien den 7–8 november 1960 och 30 augusti 1963.
- Elvis Presley – sång.

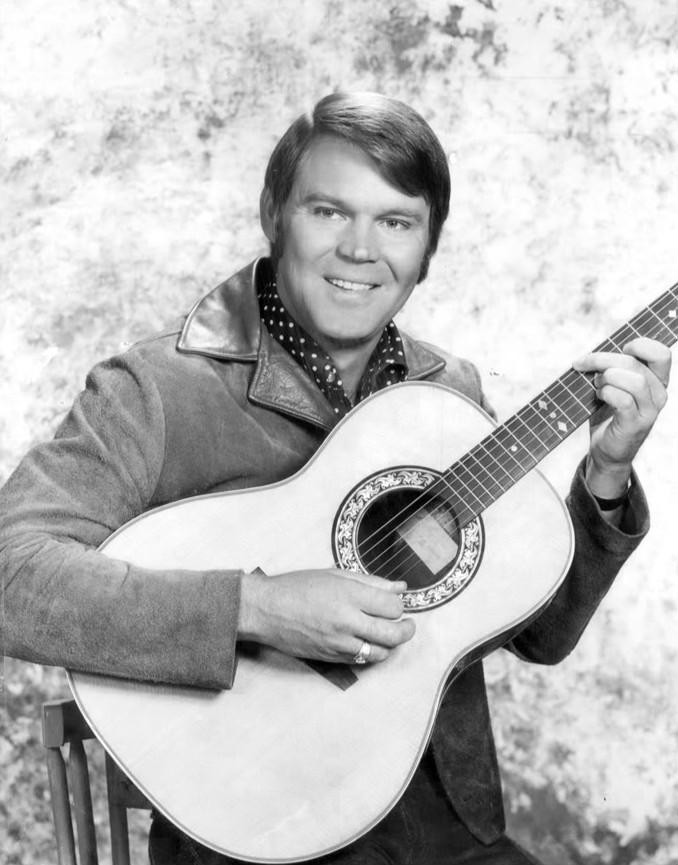
Glen Campbell (1969), som spelade gitarr på "What'd I Say".

- Red West – guide vocal på "Indescribably Blue".
- Scotty Moore – gitarr, förutom på "Ain't That Loving You Baby" och "What'd I Say".
- Hank Garland – gitarr på "Ain't That Lovin' You Baby"; elbas på "A Mess of Blues".
- Chet Atkins – gitarr på "Ain't That Lovin' You Baby".
- Bob Moore – bas, förutom på "Lonely Man" och "What'd I Say".
- D. J. Fontana – trummor, förutom på "What'd I Say".
- Murrey "Buddy" Harman – trummor, förutom på "Lonely Man" och "What'd I Say" (bongotrummor på "Ain't That Loving You Baby"); timpani på "Love Letters".
- Floyd Cramer – piano på "Ain't That Loving You Baby", "A Mess of Blues", "Just Tell Her Jim Said Hello", "(You're the) Devil in Disguise", "Please Don't Drag That String Around", "Witchcraft" och "It Hurts Me"; orgel på "Ask Me".
- David Briggs – piano på "Love Letters" och "Indescribably Blue".
- Homer "Boots" Randolph – saxofon på "Please Don't Drag That String Around" och "Witchcraft"; skakinstrument på "(You're the) Devil in Disguise".
- Harold Bradley – gitarr på "Just Tell Her Jim Said Hello", "(You're the) Devil in Disguise", "Please Don't Drag That String Around", "Witchcraft", "It Hurts Me", "Ask Me" och "Indescribably Blue".
- Thomas "Grady" Martin – gitarr på "(You're the) Devil in Disguise", "Please Don't Drag That String Around", "Witchcraft", "It Hurts Me" och "Ask Me"; vibrafon på "Just Tell Her Jim Said Hello".
- Chip Young – gitarr på "Love Letters" och "Indescribably Blue".
- Pete Drake – steelgitarr på "Love Letters" och "Indescribably Blue".
- Henry Slaughter (från The Imperials) – orgel på "Indescribably Blue".
- Hilmer J. "Tiny" Timbrell – gitarr på "Lonely Man".
- Michael "Meyer" Rubin – bas på "Lonely Man".
- Dudley Brooks – piano på "Lonely Man".
- Jimmie Haskell – dragspel på "Lonely Man".
- The Jordanaires: Gordon Stoker, Neal Matthews, Hoyt Hawkins, Ray Walker – bakgrundssång, förutom på "What'd I Say".
- The Imperials: Armond Morales, Jake Hess, Gary McSpadden, Jimmie Murray – bakgrundssång på "Love Letters" och "Indescribably Blue".
- Millie Kirkham – bakgrundssång förutom på "Ain't That Loving You Baby", "A Mess of Blues", "Lonely Man" och "What'd I Say".
- June Page – bakgrundssång på "Love Letters" och "Indescribably Blue".
- Dolores Edgin – bakgrundssång på "Love Letters" och "Indescribably Blue".
- Billy Strange – gitarr på "What'd I Say".
- Alton Hendrickson – gitarr på "What'd I Say".
- Glen Campbell – gitarr på "What'd I Say".
- Ray Siegal	 – bas på "What'd I Say".
- Frank Carlson – trummor på "What'd I Say".
- Artie Kane – piano på "What'd I Say".
- Steve Douglas – saxofon på "What'd I Say".
- Roy Harte – slagverk på "What'd I Say".
- The Jubilee Four: Bill Johnson, George McFadden, Jimmy Adams, Ted Brooks – bakgrundssång på "What'd I Say".
- The Carol Lombard Quartet: Carol Lombard, Gwen Johnson, Jackie Ward, Marjorie Cranford – bakgrundssång på "What'd I Say".
- Steve Sholes – producent av "Ain't That Loving You Baby", "A Mess of Blues", "Just Tell Her Jim Said Hello", "(You're the) Devil in Disguise", "Please Don't Drag That String Around" och "Witchcraft".
- Chet Atkins – producent av "A Mess of Blues", "It Hurts Me", "Ask Me" och bonussången "Memphis, Tennesse".
- Felton Jarvis – producent av "Love Letters" och "Indescribably Blue".
- Steve Urban Thielmann – 20th Century Fox-producent för "Lonely Man".
- George Stoll – Musical Director åt MGM för "What'd I Say".
- Bob Farris – ljudtekniker på "Ain't That Loving You Baby".
- Bill Porter – ljudtekniker på "A Mess of Blues", "Just Tell Her Jim Said Hello" "(You're the) Devil in Disguise", "Please Don't Drag That String Around" och "Witchcraft"
- Ron Steele – ljudtekniker på "It Hurts Me" och "Ask Me".
- Jim Malloy – ljudtekniker på "Love Letters" och "Indescribably Blue".
- Thorne Nogar – ljudtekniker på "Lonely Man".
- Dave Wiechman – ljudtekniker på "What'd I Say".

## Topplistor
|  |

|  |

|  |

|  |

| Lista (1968)               | Högsta position |
| USA Billboard Top LP:s     | 33              |
| USA Cash Box Top 50 Albums | 31              |

## Certifikat
| Område     | Certifiering | Försäljning |
| USA (RIAA) | guld         | 500 000     |